# Jan Larsen (fodboldspiller, født 1945)
 Der er flere personer med dette navn, se Jan Larsen.
Jan Larsen (22. marts 1945 i København – 9. marts 1993 i Bagsværd) var en dansk fodboldspiller. Han opnåede 29 A-landskampe for Danmarks fodboldlandshold uden scoringer og 6 kampe på U/21-landsholdet. I 1970 blev han kåret til Årets Fodboldspiller i Danmark.

## Klubkarriere
- Handelstandens Boldklub
- AB (1964-1974)
- Skovshoved IF (spillende træner)